# بيرجه آق آلاي
بيرجه آق آلاي (بالتركية: Birce Akalay)‏ هي ممثلة تركية ولدت في يوم 19 يونيو 1984 في إسطنبول، مثلت في العديد من المسلسلات منها دور زينب في مسلسل عاصي ودور حواء في مسلسل حب في مهب الريح. مثلت أيضًا في مسلسل عروسات غاضبات ومسلسل حب أبيض أسود ومسلسل بابل بجانب أصلي أنور ونور فتاح أوغلي.

## السير الذاتية
ولدت في إسطنبول يوم 19 يونيو 1984. تخرجت من معهد «بيرا للفنون الجميلة» قسم المسرح عام 2003. ولم تكتفي بالمعهد، فأكملت تعليمها في جامعة إسطنبول قسم نقد المسرح والدراما، ثم انتقلت إلى جامعة الخليج وتخرجت من الكونسرفتوار قسم المسرح. شاركت في مسابقة الجمال في تركيا عام 2004 وحصلت على المرتبة الثالثة، وبعدها شاركت في مسابقة الجمال في أوروبا في مرحلة النصف نهائية. كان أول ضهور لها في التلفزة بمسلسل «لأجلك» (Senin Uğruna) سنة 2007.

## الحياة الشخصية
تزوجت من الممثل مراد أنالمش عام 2011، وكانا تقابلا خلال تصوير مسلسل حب في مهب الريح، ولكن لم يدم الزواج طويلًا، فانفصلا بعد أقل من عام من زواجهما. تزوجت ثانيةً من الممثل صرب لاوند أوغلي سنة 2014 بعد قصة حب جمعتهما خلال مسلسل الآغا الصغير، ولم يطل هذا الزواج أيضًا، فتطلقا سنة 2017.

## روابط خارجية
- بيرجه آق آلاي على موقع IMDb (الإنجليزية)
- بيرجه آق آلاي على موقع روتن توميتوز (الإنجليزية)
- بيرجه آق آلاي على موقع قاعدة بيانات الأفلام العربية
- بيرجه آق آلاي على موقع ألو سيني (الفرنسية)
- بيرجه آق آلاي على موقع قاعدة بيانات الفيلم (الإنجليزية)
- بيرجه آق آلاي على موقع كينوبويسك (الروسية)